# Eois insignata
Eois insignata là một loài bướm đêm trong họ Geometridae.